# Iklas Sanron
Iklas Sanron (thailändisch อิคลาศ สันหรน; * 16. Dezember 2004) ist ein thailändischer Fußballspieler.

## Karriere
Iklas Sanron erlernte das Fußballspielen in der Schulmannschaft der Debsirin School in der Hauptstadt Bangkok. Seinen ersten Vertrag unterschrieb er Anfang Januar 2023 beim Drittligisten Chamchuri United FC. Mit dem Hauptstadtverein spielte er 26-mal in der Bangkok Metropolitan Region der Liga. Im Juli 2024 wechselte er zum Erstligisten PT Prachuap FC. Sein Erstligadebüt für den Verein aus Prachuap gab Sanron am 24. August 2024 (3. Spieltag) im Auswärtsspiel gegen den Sukhothai FC. Bei der 2:0-Niederlage wurde er in der 77. Minute für Saharat Pongsuwan eingewechselt.

## Sonstiges
Iklas Sanron ist der Burder von Soffan Sanron.